# Sintra
Sintra je grad i istoimena općina u portugalskoj regiji Veliki Lisabon, distrikta Lisabon. Sintra je zbog svoje romantičarskog krajolika 1995. godine upisana na UNESCO-ov popis mjesta svjetske baštine u Europi. Zbog toga Sintra ima mnogo jednodnevnih turističkih posjeta iz obližnjeg Lisabona. 

## Povijest
Sintru su osnovali Mauri koncem 8. ili početkom 9. stoljeća kada su izgradili utvrdu koju danas zovu "Castelo dos Mouros". Srednjovjekovni grad Suntria koji je nikao ispod utvrde, arapski geograf Al-Bakri je u 11. stoljeću opisao kao "mjesto vječno obavijeno u neprolaznu maglu".
Za službeni se osnutak Sintre uzima 1154. godina, kada je kralj Afonso I. Portugalski osvojio grad (1147.) i dao izgraditi Crkvu sv. Petra unutar zidina utvrde (Igreja de São Pedro de Canaferrim).
Na svom povratku nakon otkrića Amerike, 1493. godine, prvo europsko tlo koje je Kristofor Kolumbo ugledao bile su stijene Sintre.
God. 1507., Diogo Boitac je dao izgraditi Jeronimitski samostan Nossa Senhora da Pena na obližnjem brdu, a 1527. godine Manuel I. Portugalski je uposlio arhitekta Nicolau Chanterenea da mu izgradi veliki oltar od mramora i alabastera za samostansku crkvu. On se smatra najboljim djelom ovog arhitekta.
God. 1808., u Palači Queluz u Sintri potpisan je kontroverzna "Konvencija u Sintri" kojom je bilo dozvoljeno poraženim francuskim trupama da se povuku iz Portugala bez daljnjih sukoba. Sporazum koji su isposlovali neiskusni britanski časnici u Ujedinjenom Kraljevstvu je smatran sramotnim.

## Znamenitosti
U Sintri su najznamenitije građevine kao što su Maurska utvrda (Castelo dos Mouros) iz 8. – 9. stoljeća koja se nalazi na obronku grada, ili Državna palača (Palácio Nacional de Sintra) iz 15. – 16. stoljeća koja se nalazi u samome središtu, ali i brojne romantičarske građevine iz 19. stoljeća kao što je Palača Pena. No upravo je zbog prekrasno sačuvanog i kultiviranog krajolika koji povezuje ove građevine, kao što je Nacionalni park Sintra-Cascais (Serra de Sintra), najveći park u okolici Lisabona, ovaj grad upisan kao UNESCO-ova svjetska baština.
God. 1809. Lord Byron je svome prijatelju Francisu Hodgsonu napisao: "Moram primijetiti kako je mjesto Cintra u Estramaduri najljepše na svijetu".
UNESCO-ovi zaštićeni lokaliteti u Sintri su:
- Maurska utvrda iznad grada je izgrađena koncem 8. i početkom 9. stoljeća, ali je u romantičarskom duhu obnovljena u 19. stoljeću kao vidikovac s kojega se vide palače u gradu.
- Nacionalna palača Sintra (Palácio Nacional de Sintra) ili jednostavno Gradska palača (Palácio da Vila) je najbolje sačuvana srednjovjekovna kraljevska palača u Portugalu; koja je kontinuirano bila u toj funkciji od 15. do 19. stoljeća.(Slika desno: pogled na palaču iz zraka)
- Palača Setais (1783. – 87.) je neoklasicistička palača u središtu grada izgrađena za nizozemskog konzula Daniela Gildemeestera. Izgrađena je na oštroj padini kako bi imala otvoren pogled na divni krajolik.
- Nacionalna palača Pena (Palácio Nacional da Pena) je isprva bila mali jeronomitski samostan iz 16. stoljeća (od kojega je ostala samo kapela) koji je potpuno srušen u katastrofalnom potresu koji je uništio Lisabon 1755. godine. Ferdinand II. Portugalski ga je pretvorio u romantičarsku palaču kraljevske obitelji od 1842. – 54. godine.
- Palača Monserrate (Palácio de Monserrate) je egzotična vila i kraljevski ljetnikovac koji je 1858. godine izgradio engleski arhitekt James Knowles Jr. za vikonta Monserrata, Sir Francisa Cooka, u neobičnom historicističkom indijsko-mogulskom stilu.
- Romantičarska neogotička palača Quinta da Regaleira (1904. – 10.) s kapelom, luksuznim parkom s jezerima, umjetnim špiljama, bunarima, klupama, fontanama i raznolikim paviljonima.

- Zidine Maurske utvrde
- Maurska utvrda i Palača Pena
- Palača Pena iz zraka
- Sat kula palače Pena
- Pročelje palače Setais sa slavolukom
- Glavno dvorište Palače u Sintri s tornjevima, prozorima i portalom u mudejar stilu.
- Građevine iz 19. st. u Sintri
- Palača Quinta da Regaleira
- Bujni vrt oko donjih vrata palače Quinta da Regaleira
- Palača Monserrate

## Gradovi prijatelji
| Sintra je zbratimljena s gradovima: - Omura, Japan - Honolulu, Havaji, SAD | A grad je povezan i s gradovima: - Petrópolis, Brazil - Asilah, Maroko - El Jadida, Maroko - Trinidade, Sveti Toma i Princip | - Bissau, Gvineja Bisau - Lobito, Angola - Havana, Kuba - Vila Nova Sintra, Zelenortska Republika - Namaacha, Mozambik |